# Lista de deputados estaduais da Bahia da 2.ª legislatura
Essa é uma lista de deputados estadual da Bahia eleitos para o período 1951-1955. Foram 60 eleitos.

## Composição das bancadas
| Partido | Líder                   | Bancada | Posição  |
| ------- | ----------------------- | ------- | -------- |
| PSD     | Carlos Fernando Dantas  | 22 / 60 | Governo  |
| UDN     | Raimundo Santos         | 20 / 60 | Oposição |
| PTB     | Otávio Augusto Drumond  | 8 / 60  | Governo  |
| PR      | José Adelmário Pinheiro | 5 / 60  | Oposição |
| PRP     | Nelson David Ribeiro    | 2 / 60  | Governo  |
| PL      | Jorge Calmon            | 2 / 60  | Governo  |
| PSB     | Heraldo Guerra          | 1 / 60  | Oposição |

## Deputados estaduais
| Número | Deputados estaduais eleitos        | Partido | Votação | Percentual | Cidade onde nasceu     | Unidade federativa |
| 41593  | Adão Moreira Bastos                | PSD     | 3.615   |            | Gentio do Ouro         | Bahia              |
| 22559  | Adenor Souza Soares                | UDN     | 3.612   |            | Feira de Santana       | Bahia              |
| 22412  | Aluísio da Costa Short             | UDN     | 6.817   |            | Salvador               | Bahia              |
| 41978  | Amarílio Benjamin da Silva         | PSD     | 4.017   |            | Castro Alves           | Bahia              |
| 14809  | Américo Lisboa                     | PTB     | 2.941   |            | Salvador               | Bahia              |
| 41767  | André Negreiros Falcão             | PSD     | 5.235   |            | Queimadas              | Bahia              |
| 41461  | Antonino Pedreira de Oliveira      | PSD     | 4.319   |            | São Gonçalo dos Campos | Bahia              |
| 41837  | Antônio Brito da Silva             | PSD     | 3.698   |            | Ribeira do Amparo      | Bahia              |
| 41444  | Antônio da Silva Fernandes         | PSD     | 4.273   |            | Caculé                 | Bahia              |
| 20473  | Antônio Magalhães Fraga            | PR      | 3.251   |            | Santo Antônio de Jesus | Bahia              |
| 41877  | Antônio Nonato Marques             | PSD     | 4.663   |            | Queimadas              | Bahia              |
| 41249  | Augusto Públio Pereira             | PSD     | 5.705   |            | Cachoeira              | Bahia              |
| 41174  | Benicio de Azevedo Machado         | PSD     | 3.544   |            | Rio Real               | Bahia              |
| 14808  | Carlos Aníbal Correia              | PTB     | 5.905   |            | Cachoeira              | Bahia              |
| 41297  | Carlos Costa Pena                  | PSD     | 3.565   |            | Salvador               | Bahia              |
| 41668  | Carlos Fernando Souza Dantas       | PSD     | 4.006   |            | Feira de Santana       | Bahia              |
| 22227  | Cícero Dantas Martins              | UDN     | 7.400   |            | Jeremoabo              | Bahia              |
| 22843  | Ebenézer Gomes Cavalcanti          | UDN     | 4.968   |            | Belém                  | Pará               |
| 41530  | Edgard Agnello Pereira             | PSD     | 4.145   |            | Saúde                  | Bahia              |
| 22683  | Edson Tenório de Albuquerque       | UDN     | 4.600   |            | Atalaia                | Alagoas            |
| 22345  | Eduardo Bizarria Mamede            | UDN     | 3.944   |            | Fortaleza              | Ceará              |
| 22288  | Fernando Jatobá da Silva Teles     | UDN     | 4.698   |            | Senhor do Bonfim       | Bahia              |
| 41325  | Francisco Peixoto Júnior           | PSD     | 3.820   |            | Poções                 | Bahia              |
| 14163  | Francisco Ribeiro Júnior           | PTB     | 2.439   |            | Vitória da Conquista   | Bahia              |
| 22476  | Francisco Rocha Pires              | UDN     | 4.773   |            | Jacobina               | Bahia              |
| 40752  | Heraldo de Andrade Guerra          | PSB     | 1.268   |            | Cruz das Almas         | Bahia              |
| 22188  | Hermógenes Príncipe de Oliveira    | UDN     | 3.640   |            | Salvador               | Bahia              |
| 41312  | João Bião de Cerqueira             | PSD     | 4.646   |            | São Francisco do Conde | Bahia              |
| 42196  | João Borges de Figueiredo          | PL      | 6.943   |            | Macaúbas               | Bahia              |
| 22561  | João Carlos Tourinho Dantas        | UDN     | 5.318   |            | Salvador               | Bahia              |
| 41190  | João de Carvalho Sá                | PSD     | 5.752   |            | Jeremoabo              | Bahia              |
| 14899  | João de Lima Teixeira              | PTB     | 2.879   |            | Santo Amaro            | Bahia              |
| 41212  | João Souto Soares                  | PSD     | 4.629   |            | Rio de Contas          | Bahia              |
| 42431  | Jorge Calmon                       | PL      | 3.586   |            | Salvador               | Bahia              |
| 20738  | José Adelmário Pinheiro            | PR      | 3.142   |            | Pojuca                 | Bahia              |
| 22189  | José Medrado Vaz Santos            | UDN     | 4.226   |            | Macaúbas               | Bahia              |
| 22862  | José Pinheiro Cunha                | UDN     | 3.578   |            | Juazeiro               | Bahia              |
| 41773  | Ladislau Azevedo Cavalcanti        | PSD     | 4.211   |            | Esplanada              | Bahia              |
| 44208  | Manoel Cícero de Magalhães         | PR      | 2.551   |            | Itabuna                | Bahia              |
| 22961  | Mário Cravo                        | UDN     | 3.814   |            | Salvador               | Bahia              |
| 22241  | Nathan Coutinho                    | UDN     | 3.718   |            | Valença                | Bahia              |
| 44958  | Nelson David Ribeiro               | PRP     | 3.519   |            | Camamu                 | Bahia              |
| 22230  | Nelson de Souza Sampaio            | UDN     | 3.592   |            | Macajuba               | Bahia              |
| 20391  | Nestor Rodrigues Coelho            | PR      | 2.592   |            | Barra do Mendes        | Bahia              |
| 41379  | Optaciano da Silva Oliveira        | PSD     | 3.671   |            | Inhambupe              | Bahia              |
| 22143  | Orlando Ferreira Spínola           | UDN     | 5.320   |            | Salvador               | Bahia              |
| 22592  | Oscar Cardoso da Silva             | UDN     | 3.960   |            | Uauá                   | Bahia              |
| 41240  | Oswaldo César Rios                 | PSD     | 5.039   |            | Salvador               | Bahia              |
| 14682  | Osvaldo de Castro Paiva            | PTB     | 2.261   |            | Lauro de Freitas       | Bahia              |
| 41486  | Osvaldo Ribeiro de Oliveira        | PSD     | 5.010   |            | São Gonçalo dos Campos | Bahia              |
| 41716  | Osvaldo Velloso Gordilho           | PSD     | 7.354   |            | Salvador               | Bahia              |
| 14581  | Otávio Augusto Drumond             | PTB     | 4.106   |            | Teixeira de Freitas    | Bahia              |
| 22694  | Raymundo de Souza Brito            | UDN     | 3.785   |            | Salvador               | Bahia              |
| 22275  | Raimundo Santos                    | UDN     | 3.595   |            | Casa Nova              | Bahia              |
| 22433  | Reinaldo Martins Moreira           | UDN     | 5.281   |            | Jequié                 | Bahia              |
| 14215  | Reinaldo Vicente Sales             | PTB     | 3.035   |            | Barreiras              | Bahia              |
| 44605  | Renato Rollemberg da Cruz Mesquita | PRP     | 2.149   |            | Porto Seguro           | Bahia              |
| 41138  | Walfredo Carneiro Gonçalves        | PSD     | 4.262   |            | Senhor do Bonfim       | Bahia              |
| 14324  | Wandick Badaró                     | PTB     | 3.172   |            | Ilhéus                 | Bahia              |
| 20289  | Wilson Lins                        | PR      | 2.665   |            | Pilão Arcado           | Bahia              |